# Боггс, Филлип
Филлип Боггс (итал. Phillip ("Phil") George Boggs; 29 декабря 1949 — 4 июля 1990) — американский прыгун в воду, Олимпийский чемпион 1976 года, трёхкратный чемпион мира по прыжкам в воду.

## Карьера
Боггс выиграл титул чемпиона мира в прыжках в воду с 3-х метрового трамплина на первом официальном чемпионате мира FINA в Белграде в 1973 году. Успешно защитил свой титул в 1975 году в Кали и в 1978 году в Берлине, став первым прыгуном, выигравшим три чемпионата мира.
Наибольшего спортивного успеха американец добился на Олимпийских играх 1976 года в Монреале. Тогда он стал олимпийским чемпионом по прыжкам в воду с трамплина.
Боггс успешно выступал и на Панамериканских играх. В 1975 году выиграл серебро в Мехико в прыжках с 3-х метрового трамплина, в 1979 году в Сан-Хуане он повторил свою серебряный результат. В общей сложности девять раз он становился чемпионом США.
После окончания Университета Майами, с 1971 по 1976 годы, Боггс проходил службу в ВВС США. Затем он изучал право в Мичиганском университете и работал в Майами. Выступал в качестве спортивного комментатора.
Был женат на Мики Кинг, также успешной спортсменке в прыжках в воду, олимпийская чемпионка по прыжкам в воду с трамплина в Мюнхене 1972 года.
В 1985 году Боггс был занесён в Международный зал славы плавания.
Умер от лимфомы в возрасте 40 лет. 